# Stefan Nikolić
Stefan Nikolić (ur. 16 kwietnia 1990 w Nikšiciu) – czarnogórski piłkarz występujący na pozycji napastnika w serbskim klubie SCM Zalău. Wychowanek FK Sutjeska Nikšić, w swojej karierze grał także w takich zespołach jak OFK Beograd, Lierse, Roeselare, Politehnica Timișoara, Steaua Bukareszt, Incheon United, CSKA Sofia, Istra 1961 oraz Bruk-Bet Termalica Nieciecza. Były reprezentant Czarnogóry do lat 21.

## Sukcesy
Steaua Bukareszt
- Mistrzostwo Rumunii: 2012/13, 2013/14
- Superpuchar Rumunii: 2013